# Ralph Erskine (cryptologue)
Pour les articles homonymes, voir Erskine et Ralph Erskine.
Ralph Erskine est un historien et cryptologue britannique, mort le 9 avril 2021.

## Travaux
Ralph Erskine s'intéresse à la cryptologie classique, notamment les systèmes de cryptage utilisés durant la Seconde Guerre mondiale. Il a un intérêt particulier pour la cryptanalyse, c'est-à-dire les méthodes pour casser le chiffrement et  l'impact historique associé.
Il étudie en particulier les flux d'informations des militaires allemands de la Seconde Guerre mondiale qui utilisaient la machine de chiffrement par rotors (en) Enigma, ainsi que les procédés et les machines qui ont permis de casser leur chiffrement, comme la Bombe Turing, et les conséquences historiques qui en ont résulté.
Ralph Erskine a pris sa retraite du métier d'avocat et habite en Irlande du Nord à Belfast.

## Prix et distinctions
En 2000, il a reçu de la part du Bletchley Park Trust le titre particulier de chercheur en visite (Visiting Research Scholar) de Bletchley Park, le siège britannique abritant, pendant la Seconde Guerre mondiale, les installations qui ont permis avec succès le déchiffrement des communications secrètes des Allemands de la Wehrmacht, aujourd'hui transformé en musée. Il a reçu cet honneur, en même temps avec Frode Weierud (de) et David Hamer (de).
En 2002, Ralph Erskine est lauréat de la Conférence Gauss, attribuée par la Société mathématique allemande (DMV). Il est membre du Crypto Simulation Group (CSG). 
Hugh Sebag-Montefiore (de) désigne Ralph Erskine comme « le plus grand expert de la machine Enigma navale (de) ».

## Publications
- Captured Kriegsmarine Enigma Documents at Bletchley Park. In: Cryptologia. juillet 2008, pp 199–219,  (ISSN 0161-1194).
- Der Krieg der Code-Brecher. Bayerische Akademie der Wissenschaften, Akademie aktuell, München, Novembre 2002, pp 5–11 (PDF).
- First naval Enigma decrypts of World War 2. In: Cryptologia. Janvier 1997, pp 42–45.
- Kriegsmarine short signal system –and how Bletchley Park exploited them. In: Cryptologia. Janvier 1999, pp 65–92.
- Kurier (de)– Erprobung, Gegenmaßnahmen, Bewertung. Auszug aus dem Buch von Arthur O. Bauer. (online, PDF).
- avec Frode Weierud: Naval Enigma M4 and its rotors. In: Cryptologia. Octobre 1987, pp 235–244.
- The Admiralty and cipher machines during the Second World War – Not so stupid after all. In: Journal of Intelligence History. 2(2), Winter 2002.
- The breaking of Heimisch and Triton.  In: Intelligence and National Security. 3(1), 1988, pp 162–183.
- (en)The Kenngruppenbuch indicator system. (online, PD).
- The Development of Typex, The Enigma Bulletin 2 (1997)